# 上本町ヒルズマーク
上本町ヒルズマーク (うえほんまちヒルズマーク) は、大阪府大阪市天王寺区 筆ケ崎町にある超高層マンション。

## 沿革・概要
複合開発事業「桃坂コンフォガーデン」の４街区の一つとして建設された。他街区には高齢者支援施設、賃貸住宅、医療所モールがある。敷地面積に対し、空地率が75%以上と高いのが特徴。周囲にはザ・上本町タワー、レジデンスタワー上本町、ウェリス上本町ローレルタワーなどタワーマンションが林立している。

## 建築概要
- 階数：地上37階地下1階
- 高さ：116.52メートル
- 総戸数：270戸+店舗2
- 施主：野村不動産 ,関電不動産
- 設計：大林組
- 施工：大林組

## 近隣施設
- 大阪赤十字病院
- 阪急オアシス桃坂店
- 上宮学園中学校・高等学校
- 清風中学校・高等学校
- 大阪市立夕陽丘中学校

## アクセス
- 近鉄大阪線上本町駅より徒歩5分